# Caragana jubata
Caragana jubata là một loài thực vật có hoa trong họ Đậu. Loài này được (Pall.) Poir. miêu tả khoa học đầu tiên.

## Hình ảnh

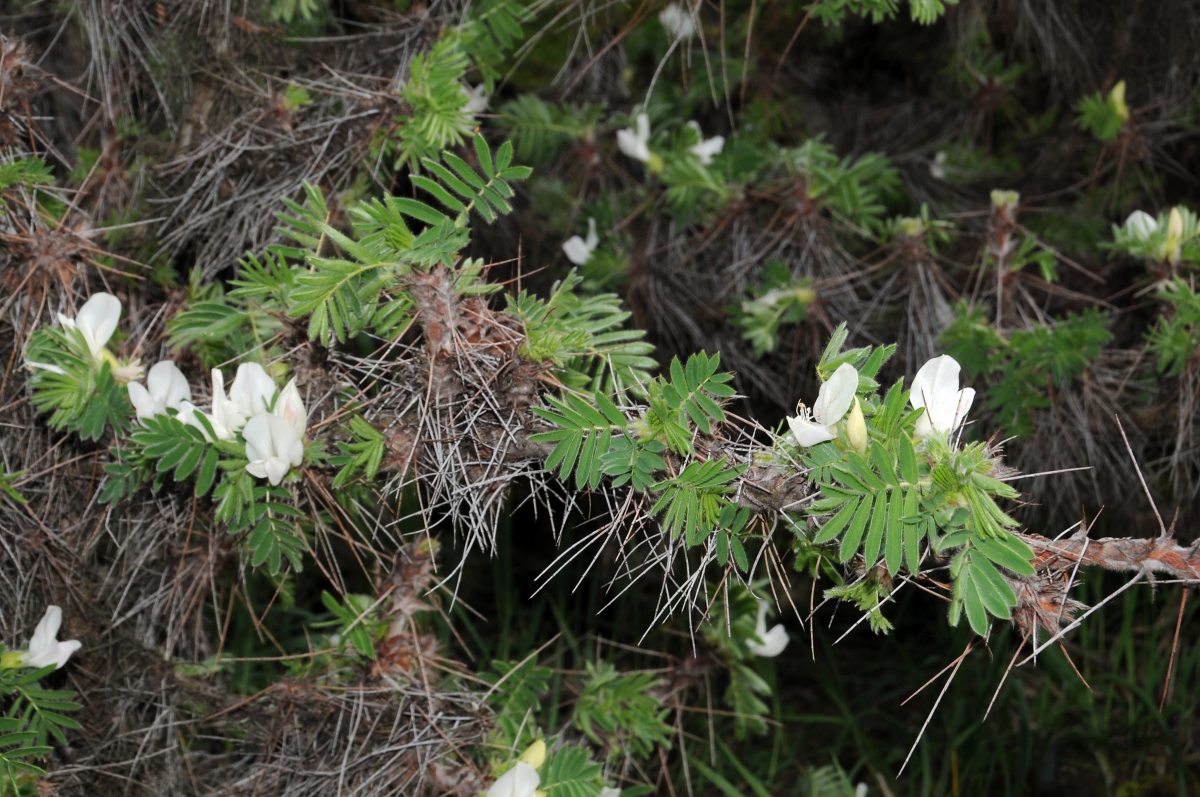